# Kojak
A Kojak egy népszerű amerikai krimisorozat, melyet 1973 és 1978 között sugároztak, de a népszerűsége miatt azóta is többször megismétlik. Főhőse a címszereplő görög származású Theocrates „Theo” Kojak (Telly Savalas), a Dél-Manhattani rendőrkapitányság hadnagya. Az ő és csoportja nyomozásait kíséri végig a sorozat. A sorozatot Abby Mann találta ki.

## A cselekmény és Kojak
A sorozat a Marcus-Nelson gyilkosságok című tévéfilmmel kezdődött 1973-ban, ami így tulajdonképpen a sorozat pilotrésze lett. A sorozat cselekménye a főszereplő Kojak hadnagyhoz kapcsolódik, akinek az épp aktuális nyomozásait láthatjuk kibontakozni egy epizódon belül, miközben a karakter jelleme is megmutatkozik. Kojak egy kopasz, folyton nyalókázó, dörzsölt, sokat tapasztalt New York-i rendőrhadnagy, aki úgy ismeri a várost és az alvilági figurákat, mint a tenyerét. Kisstílű, pitiáner csirkefogókkal épp úgy meggyűlik a baja, mint a nagymenő, szervezett bűnözői körök vezetőivel, de pontosan tudja hogyan szerelje le az aktuális gazfickókat. Pillanatig sem hátrál meg, és minden követ megmozgat egy ügy sikere érdekében. Leggyakrabban gyilkosságokkal, lopásokkal, csempészéssel kapcsolatban nyomoz, de drogügyekkel, emberrablásokkal is találkozik. Alapvetően a "szokásos" nagyvárosi bűncselekmények felgöngyölítése a feladata, ebben az ügyosztály nyomozói is segítségére vannak, de olykor drámaibb, személyes vonatkozású ügyek is előfordulnak.

Tapasztaltsága miatt ismerve a különféle ügyeket alapvetően kissé cinikusan, lazán kezeli a nyomozásokat, de eközben pontosan tudja mikor mit és kivel kell csinálnia a pontos és eredményes nyomozás eléréséhez. Mint utal is rá egyszer ez a hozzáállás segít elviselni a terheket. Emberei gyakran értetlenkednek az utasításain, de megteszik amire utasítja őket, és az intézkedések későbbi sikerei emelik a tekintélyét. Kojak persze nem csak a bűnözőkkel, hanem a város más jellegzetes figuráival is gyakran találkozik, szót ért velük, sokan kedvelik és tisztelik is alapvető lojalitása miatt.
Kojak származása hasonló az őt megformáló Telly Savalaséhoz: görög felmenőkkel rendelkezik, sokgyerekes családba született New Yorkban. Sejtetik, hogy az apja is rendőr volt, vagy legalábbis fegyveres testületnél szolgált, és hogy ő is volt katona korábban, aki harcolt a második világháború idején. Rokonsága népes, többször vesz részt különböző családi összejöveteleken. Számos nővel van különféle kapcsolata, de legfeljebb csak egy vacsorával érzékeltetik, hogy egy hölggyel közelebbi a viszonya. Szinte mindig nyalókázik vagy kis szivarokat szív, emellett rágógumizni is szokott. Mindig divatosan öltözik, inget nyakkendővel, mellényt és öltönyt visel, az utcán kalapot és gyakran napszemüveget is hord. Néha mikor a kapitányságon átöltözik és rendbe szedi magát (miközben persze szintén az aktuális üggyel foglalkozik) látható, hogy több aranyláncot is visel. Kojak alapvetően laza stílussal viszonyul mindenhez és mindenkihez, szokása "picinyem"-ként vagy "bébi"-ként szólítani az ismerőseit és a bűnözőket. Kocsija is jellegzetes: egy 1973-as – később 74-es és 75-ös – gesztenyebarna Buick Century Regalt vezet, rendszáma 383 JDZ.

## További szereplők
A sorozat további állandó szereplői az ügyosztály többi rendőre, Kojak főnöke és a Kojak alá tartozó nyomozók.
- Bobby Crocker nyomozó (Kevin Dobson) – Kojak szinte állandó társa, leggyakrabban vele együtt száll ki egy helyszínre. Kissé forrófejű, heves természet, de hajlamos megtorpanni is, ilyenkor a hadnagy útmutatása szerint jár el, amin viszont nemegyszer értetlenkedni is szokott.
- Frank McNeil kapitány (Dan Frazer) – Kojak és a kapitányság főnöke, de nagyon sokszor ő is szinte Kojak beosztottjaként viselkedik, amikor ismerve a hadnagy tájékozottságát és képességeit az felvázolja az elméletét vagy a taktikáját egy ügy megoldására. Alapvetően baráti a viszonya Kojakkel. A többi nyomozóhoz hasonlóan ő is szidja a "pocsék kávét", ami az őrsön található.
- Stavros nyomozó (George Savalas) – Más néven "Fürtöske". A nagydarab Stavros fekete göndör haja miatt kapta a becenevét, amivel Kojak a leggyakrabban szólítja. A kissé lomha mozgású és észjárású nyomozó nagy kedvelője a növényeknek, az őrsön az asztalán is tart párat. Ezen kívül enni is szeret, emiatt a hadnagy néha "Pufinak" is hívja, és úgy általában ha úgy jön ki a lépés, Kojak láthatóan szereti a nyelvét köszörülni Stavroson.
- Saperstein nyomozó (Mark Russell) – Az ügyosztály egy másik nyomozója, aki teszi amit Kojak mond, legtöbbször amikor a hadnagy telefonon beszél vele, vagy kikiabál neki az irodájából.
- Rizzo nyomozó (Vince Conti) – Az ő szerepe nagyjából ugyanaz, mint Sapersteiné: azt teszi amire Kojak utasítja.

A sorozatban sok más, később ismertté váló színész is szerepelt, mint például Brian Dennehy, Harvey Keitel, Richard Gere, William Hurt, F. Murray Abraham, Héctor Elizondo, James Woods, Christopher Walken, Leslie Nielsen, vagy épp Sylvester Stallone, de feltűnt benne Paul Anka is.

## Információk
Kojak „édességmániájának”, ami leginkább a nyalókázásban mutatkozik meg nagyon is prózai oka volt: az őt játszó Telly Savalas le akart szokni a dohányzásról, ezért pótcselekvésként nyalókázott mind ő, mind a karaktere. Ez a szokás akaratlanul is emelte a sorozat sikerét, a nyalókával ugyanis még „lezserebb” lett az amúgy is magabiztos hadnagy karaktere, és a nyalóka Kojak és a sorozat védjegyévé vált. Stavros, alias "Fürtös" pedig nem volt más, mint Telly Savalas öccse, George Savalas, aki a sorozat szereplőinek neve közt egy ideig egyszerűen csak az eredeti keresztnevével Demosthenesként szerepelt. Kojak, mint már fent olvasható, görög származású rendőrként tűnik fel: Telly Savalas a valóságban is görög volt, hosszú ideig nem is tudott angolul.

## Egyéb produkciók
A sorozat 1978-as befejezése után, 1985-1990-ig hét Kojak tévéfilm is készült, amikben szintén Telly Savalas játszotta Kojaket, de a régi kollégák közül csak Kevin Dobson szerepelt szintén Crockerként, és ő is csak az egyikben, ahol már jogásszá képezve magát a bíróságon dolgozott ügyészként. Sok évvel később, 2005-ben készült egy újabb Kojak sorozat, amiben Kojakot Ving Rhames játszotta. Az új sorozat azonban nem tudta megismételni az eredeti sorozat sikerét, ezért egy évad után abba is hagyták.
Magyar vonatkozásban is volt a karakternek utóélete: 1980-ban Kojak közismerten népszerű szinkronhangjának, Inke Lászlónak a főszereplésével készült egy paródia Kojak Budapesten címmel. Inke ugyanolyan alkatú volt és ugyanúgy kopasz is mint Savalas, ezért értelemszerűen ő játszotta Kojaket, aki Magyarországról Amerikába emigrálva hazatér látogatóba egy konferenciára, és ha már itt van, egy bűnügyet is felgöngyölít.

## Eredeti bemutató az Egyesült Államokban aCBShálózatán
| Év      | Időpont (Eastern Time) CBS                                                     | Nielsen helyezés         |
| ------- | ------------------------------------------------------------------------------ | ------------------------ |
| 1973–74 | Szerda 20:00                                                                   | 7                        |
| 1974–75 | Vasárnap 20:30                                                                 | 14                       |
| 1975–76 | Vasárnap 21:00                                                                 | 20                       |
| 1976–77 | Vasárnap 21:00 (1976) Kedd 22:00 (1977)                                        | nincs az első harmincban |
| 1977–78 | Vasárnap 22:00 (1977.10.02-1977.12.04.) Szombat 22:00 (1977.12.10-1978.03.18.) | nincs az első harmincban |

## Magyarországi bemutatók

### 1.Inke Lászlószinkronjával
A magyar nézők közül a szerencsésebbek a jugoszláv televízió egyes csatornáján már korábban láthatták a sorozatot 1974. júniusától. A Magyar Televízió 1977. november 19. és 1979. március 10. között vetítette Inke László zseniális szinkronjával. Nem került bemutatásra ekkor az egész sorozat, csak 14 rész. Az epizódok valamilyen ismeretlen logika szerinti sorrendbe kerültek bemutatásra. A bemutatás idejében a Rádió- és Televízióújság színes címkékkel jelölte a részeket utalva arra, hogy abban az időben át állt a Magyar Televízió a színes adásformára. Minden esetben az egyes csatornán sugározták főleg szombat ritkábban vasárnap este. Két részt ismételtek csak meg az Inke szinkronos verzióból. Később az Inke-féle verziót soha nem vetítette egyetlen magyar televízió sem. Ez a verzió mára elveszettnek tekinthető.
| #   | Dátum           | Magyar cím                         | Eredeti cím                   | Évad/rész | Ismétlés       |
| --- | --------------- | ---------------------------------- | ----------------------------- | --------- | -------------- |
| 1.  | 1977.11.19. Szo | Mielőtt az ördög megtudja          | Before the Devil Knows        | S01E17    | -              |
| 2.  | 1977.12.10. Szo | 18 óra rettegés                    | Eighteen Hours of Fear        | S01E16    | -              |
| 3.  | 1977.12.31. Szo | Felsőbb osztályba nem léphet       | Death Is Not a Passing Grade? | S01E13    | -              |
| 4.  | 1978.01.28. Szo | A késleltetett igazságszolgáltatás | Justice Deferred              | S03E23    | -              |
| 5.  | 1978.02.25. Szo | A koholt vád                       | The Frame                     | S03E21    | -              |
| 6.  | 1978.03.16. Szo | A lélekkufár                       | The Corrupter                 | S01E07    | -              |
| 7.  | 1978.04.22. Szo | A hazugság hálójában               | Web of Death                  | S01E02    | -              |
| 8.  | 1978.05.06. Szo | Morfium                            | Mojo                          | S01E20    | -              |
| 9.  | 1978.06.11. V   | Szabadíts meg a gonosztói!         | Deliver Us Some Evil          | S01E15    | -              |
| 10. | 1978.06.17. Szo | A jó fogás                         | Knockover                     | S01E04    | -              |
| 11. | 1978.12.31. V   | Teljes kártalanítás                | Money Back Guarantee          | S03E13    | 1979.02.10 Szo |
| 12. | 1979.01.06. Szo | Gyilkosság a sztrádán              | Conspiracy of Fear            | S01E09    | 1979.02.03 Szo |
| 13. | 1979.02.04. V   | Dinamit-terápia                    | Therapy in Dynamite           | S01E21    | -              |
| 14. | 1979.03.10. Szo | Kötelezvény egy halott bukmékernek | Marker to a Dead Bookie       | S01E11    | -              |

Forrás

### 2.Koncz Gáborszinkronjával
A teljes 118 rész bemutatása Koncz Gábor-féle szinkronnal 1992. december 31-én indult a kettes csatornán, a Kojak csapdában résszel. A kettes csatornán adták le a teljes sorozatot (118 rész) először. Az utolsó részt 1995. december 28-án vetítette a kettes program. Azóta számos kereskedelmi csatorna vetítette ezt a verziót: Szív TV, Viasat 3, Filmmúzeum, Galaxy4. Az új szinkron bizonyos esetekben az eredeti szinkron magyar epizódcímeit sem tartotta meg.

## Évados áttekintés
| Évad | Évad          | Epizód        | Évadpremier          | Évadzárás         |
| ---- | ------------- | ------------- | -------------------- | ----------------- |
|      | Bevezető film | Bevezető film | 1973. március 8.     | 1973. március 8.  |
|      | 1             | 22            | 1973. október 24.    | 1974. május 8.    |
|      | 2             | 25            | 1974. szeptember 15. | 1975. március 9.  |
|      | 3             | 24            | 1975. szeptember 14. | 1976. március 7.  |
|      | 4             | 25            | 1976. szeptember 26. | 1977. március 22. |
|      | 5             | 22            | 1977. október 2.     | 1978. március 18. |
|      | Tévéfilmek    | Tévéfilmek    | 1985. február 16.    | 1991. április 7.  |

## Külső hivatkozások
- Kojak a PORT.hu-n (magyarul)
- Kojak az Internet Movie Database-ben (angolul)
- Kojak a Rotten Tomatoeson (angolul)
- Kojak a Box Office Mojón (angolul)
- Kojakről szóló cikk a Mozineten Archiválva 2008. április 1-i dátummal a Wayback Machine-ben
- Cikk Kojak Buickjáról és annak játékváltozatáról